# Boško Marinko
Boško Marinko (ur. 11 sierpnia 1939 w Koljane, zm. 18 lipca 2020 w Suboticy) – jugosłowiański zapaśnik walczący przeważnie w stylu klasycznym. Dwukrotny olimpijczyk. Odpadł w eliminacjach w Meksyku 1968 i Monachium 1972. Walczył w kategorii do 52 kg.
Brązowy medalista mistrzostw świata w 1970; piąty w 1966 i 1969. Zdobył trzy medale mistrzostw Europy w latach 1966 - 1970. Triumfator igrzysk śródziemnomorskich w 1971, drugi w 1967 roku.